# 李曾超羣
李曾超羣，MBE（1929年—），原名曾超羣，有香港「西餅皇后」美譽，祖籍廣東中山，出生於上海，香港西餅連鎖集團超羣餅店的創辦人。

## 生平
在上海出生的李曾超羣，有1名跟她相差1歲的胞兄和相差6歲的胞弟。父親曾廣植是多個中國地區郵政儲金匯業局的經理，母親陳鳳瓊則是一名家庭主婦兼美國首位用英文書寫烹飪書的中國人。而其胞弟曾昭陽曾任美國加利福尼亞路德大學院長兼教授。李曾超羣天生患有心臟病，致病原因起自心臟出現缺憾，以致心律不整。醫生曾斷言她活不過15歲，每天要由家中傭人背著走路。直至10歲那年被人取笑，她才決心落地走路，身體反而強壯起來，還在小學校運會上成為田徑短跑健將。
出身富裕家庭的李曾超羣，早年在戰局動盪的情況下，花了13年時間被迫提早完成幼稚園至中學階段合共16年求學年期。她幼年在南京生活，其母親覺得南京的幼稚園未能提供恰當良好的學前教育，所以在1932年至1935年間外聘家庭教師按學習需要和興趣為李曾超羣規劃特設課外活動。而後李曾超羣來到香港求學，分別於1935年至1941年入讀嶺南小學及嶺英中學小學部，1941年至1942年前往澳門入讀澳門培正中學中一年級，1942年至1943年轉讀香港培正中學及香港培英中學遷到廣西桂林避難後短暫合併而成的聯校 ─ 培聯中學（當年李氏一家定居廣西賀州市八步區）。同年香港嶺英中學又遷址至桂林柳州市辦學，她再轉至該校就讀中二年級。到了1944年，李曾超羣只在嶺英中學修讀中三課程兩個月，便在日軍迫近柳州的局勢下遷居廣州，並入讀廣州市真光中學。但是當年的政局不穩，她唯有縮短課時，於1945年至1946年間只修畢了一個學期高中三年級課程，隨即就要在1946年初與兄長一同赴上海滬江大學報讀為時一個學期的大學先修班。本來她正迎來4年主修社會學的學士生活，最終鑑於政局變化，加上父親要求她回港，她決定放棄已經讀了3年的學位（1946年至1949年大一至大三）。後來才於1949年至1950年負笈美國三藩市大學取得社會學學位。
返回香港後，年僅20歲的李曾超羣與李明博士結婚。婚後常到福利機構義務教烹飪，且開設「超群烹飪研究學院」。1966年，李曾超羣在烹飪學生鼓勵下，於九龍太子道創辦超羣餅店，是香港的第一間西餅店，首次引入鮮忌廉蛋糕及卡通人物蛋糕，大受香港人歡迎。超羣餅店業務迅速擴展，成為西餅連鎖集團，全盛時期擁有60間分店。其後集團發展餐廳、外賣食品、到會服務、酒樓及快餐連鎖店等業務。同期也獲香港中華媒氣贊助以「超羣烹飪研究學院」名義開設西菜、中菜以及西餅烹飪班。
在1970年代初期，李曾超羣看中台灣每年有15萬對新人結婚，在台灣成立「超群西餅股份有限公司」進軍台灣喜餅市場，亦於1977年首度引進西式喜餅，改變台灣原本以肉餅為訂婚喜餅的習慣，並曾連續十年獲得台灣喜餅銷量冠軍。可是由於香港總店投資失利，加上台灣老牌喜餅廠郭元益食品的反攻，超群西餅終告倒閉。受到亞洲金融風暴打擊，超羣餅店於1998年5月7日被迫清盤，李曾超羣亦欠下4千萬港元債務。其後，超羣餅店由合興集團收購，同年7月16日復業，現時共有8間分店。
李曾超羣之後出版新食譜，又勤學電腦，建立自己的個人網頁，並於2000年構思出「創意私房菜」之概念，開放其於半山的豪宅招待食客，兩年間共吸引食客6千，其極富創意的烹調方法深受讚賞，同時亦接收好多投訴，例如噪音、食客霸佔住客車位等。2002年底，「創意私房菜」因住宅租約期滿，業主不願續約而結束。另外，李曾超羣晚年不斷進修，分別在2006年至2013年完成香港中文大學專業進修學院基礎中醫藥學證書及中醫營養學證書課程，2013年至2010年代中期攻讀嶺南大學持續進修學院綜合理療師專業文憑以及於2007年至2009年修畢香港中文大學專業進修學院兒童成長治療專業文憑。

## 家庭方面
家庭方面，配偶李明為一名水利工程博士，育有兩子一女，長子是醫學博士，二女及幼子均是律師。李明於1991年因病離世。

## 影視媒體形象
李曾超羣的生平故事，曾被改編成舞台劇《留住百味情》，由資深電視藝員李司棋飾演李曾超羣。

## 外部連結
- 超羣西餅官方網站